# Isen
Isen település Németországban, azon belül Bajorországban. Lakosainak száma 5780 fő (2023. december 31.). Isen Hohenlinden, Lengdorf, Sankt Wolfgang és Forstern községekkel határos.

## Népesség
A település népessége az elmúlt években az alábbi módon változott:
| Lakosok száma | 3732 | 3032 | 5522 | 5560 | 5629 | 5832 | 5881 | 5832 | 5760 | 5780 |
|               | 1970 | 1975 | 2012 | 2013 | 2014 | 2016 | 2017 | 2019 | 2022 | 2023 |

Münchentől keletre, a Bittlbach partján fekvő település.

## Története

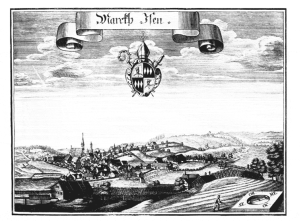
Isem egy régi képen

Isen nevét 747-ben említették először az írásos források. 1434-ben Isen elnyerte a vásárjogot. 1803-ban Isen Bajorországhoz került. Az 1818-as Bajor Királyságban a közigazgatási reform során független politikai közösség volt.
Itt, a  Bittlbach folyó partján épült fel Bajorország legrégebbi, még 750 előtt alapított kolostora.
A kolostor altemplomának mennyezetét tartó oszlopokat a jégkorszak idején idehordott vándorkövekből faragták ki. A templom főbejárata a 12. századi román stílusú bazilika maradványa, szentélyében is román stílusjegyeket figyelhetünk meg.
Az előcsarnok és a torony 1410 körül, a gótika korszakában épült. Barokk berendezését a 17.-18. század fordulóján kapta.

## Galéria

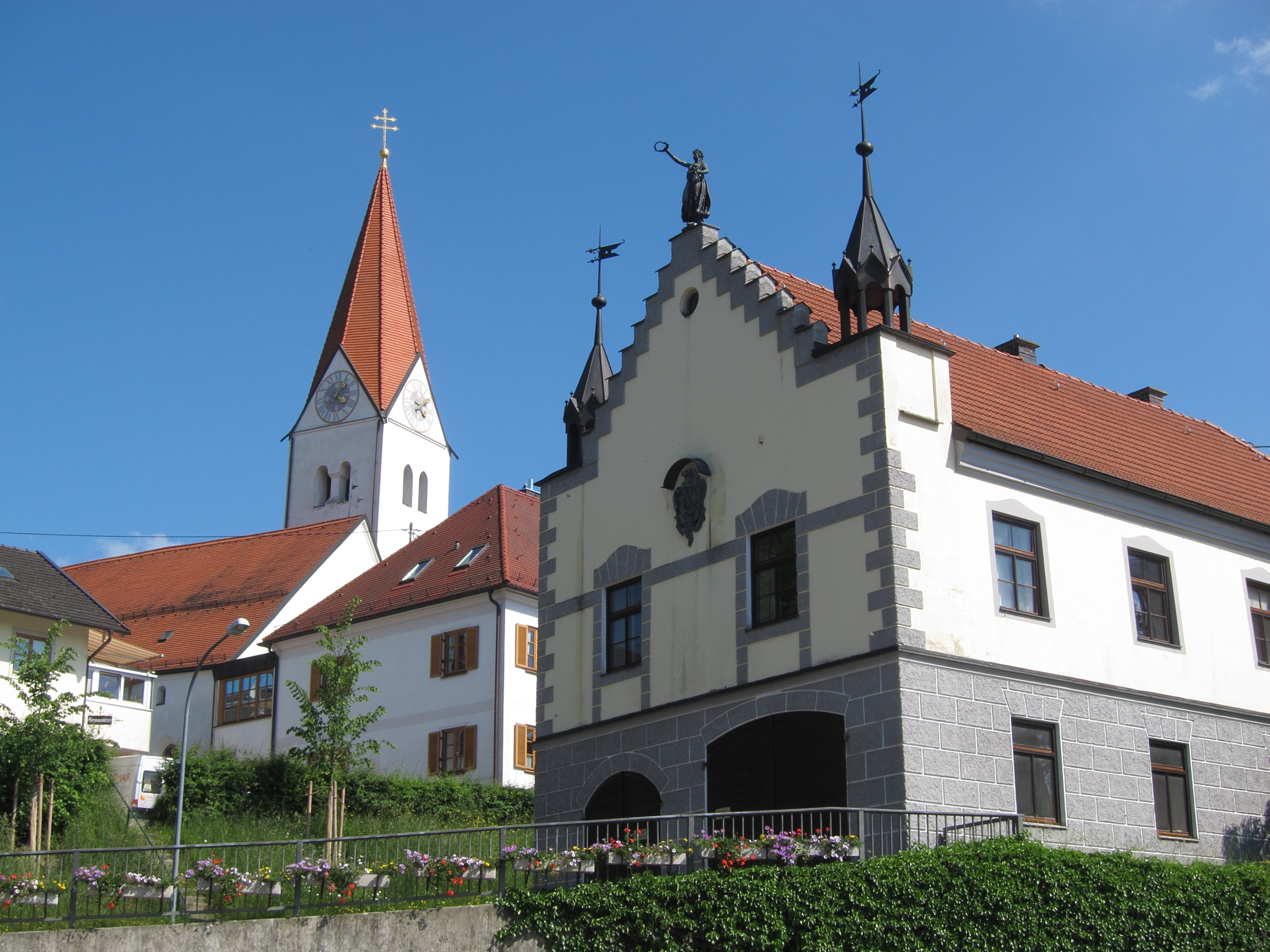
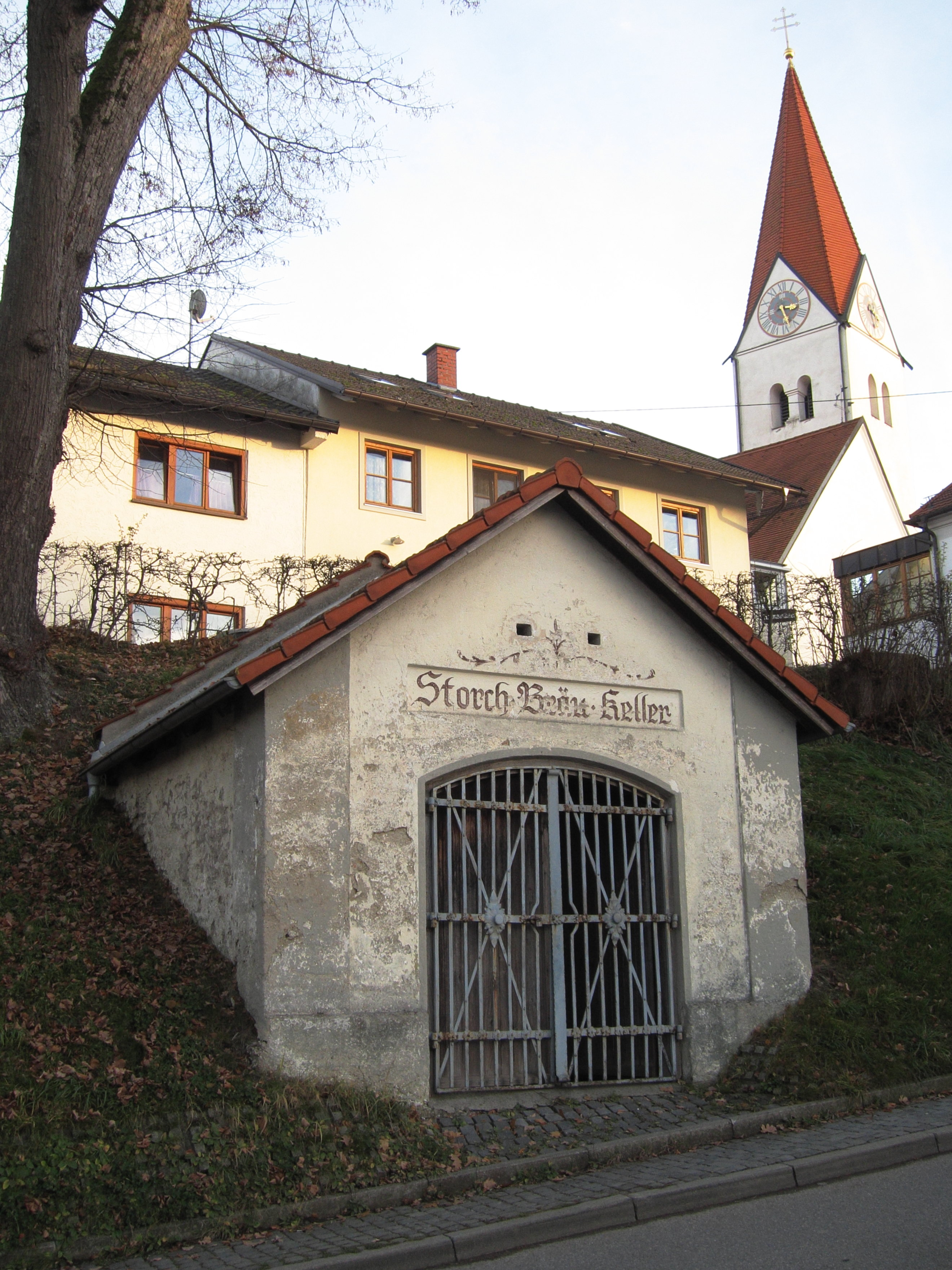
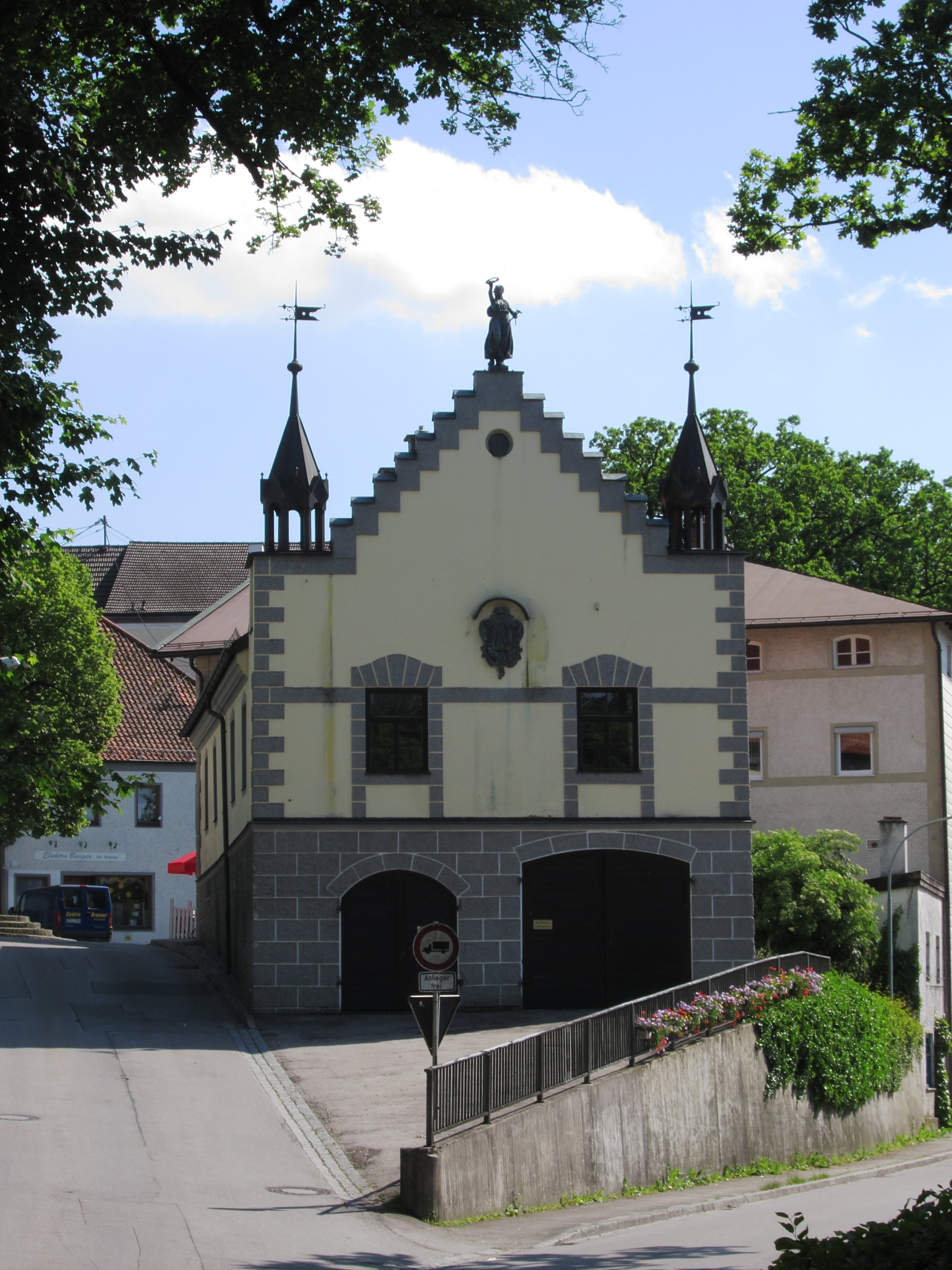
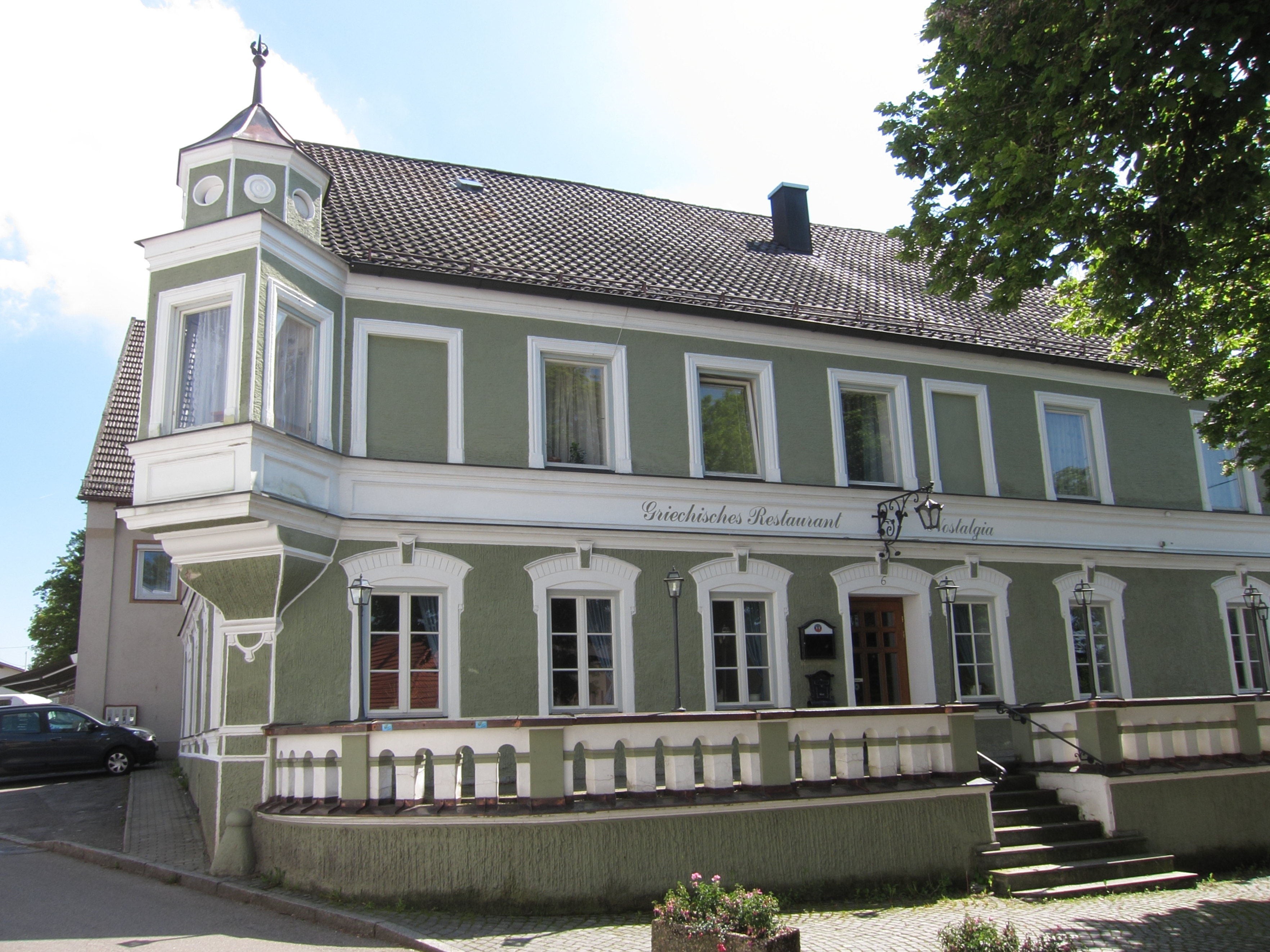
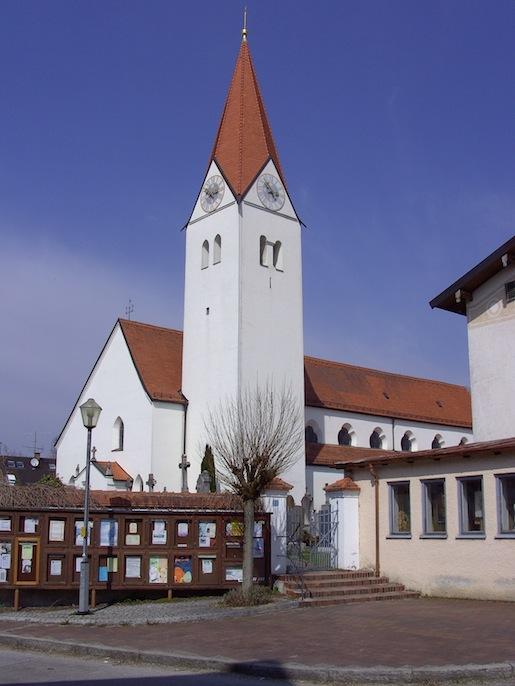
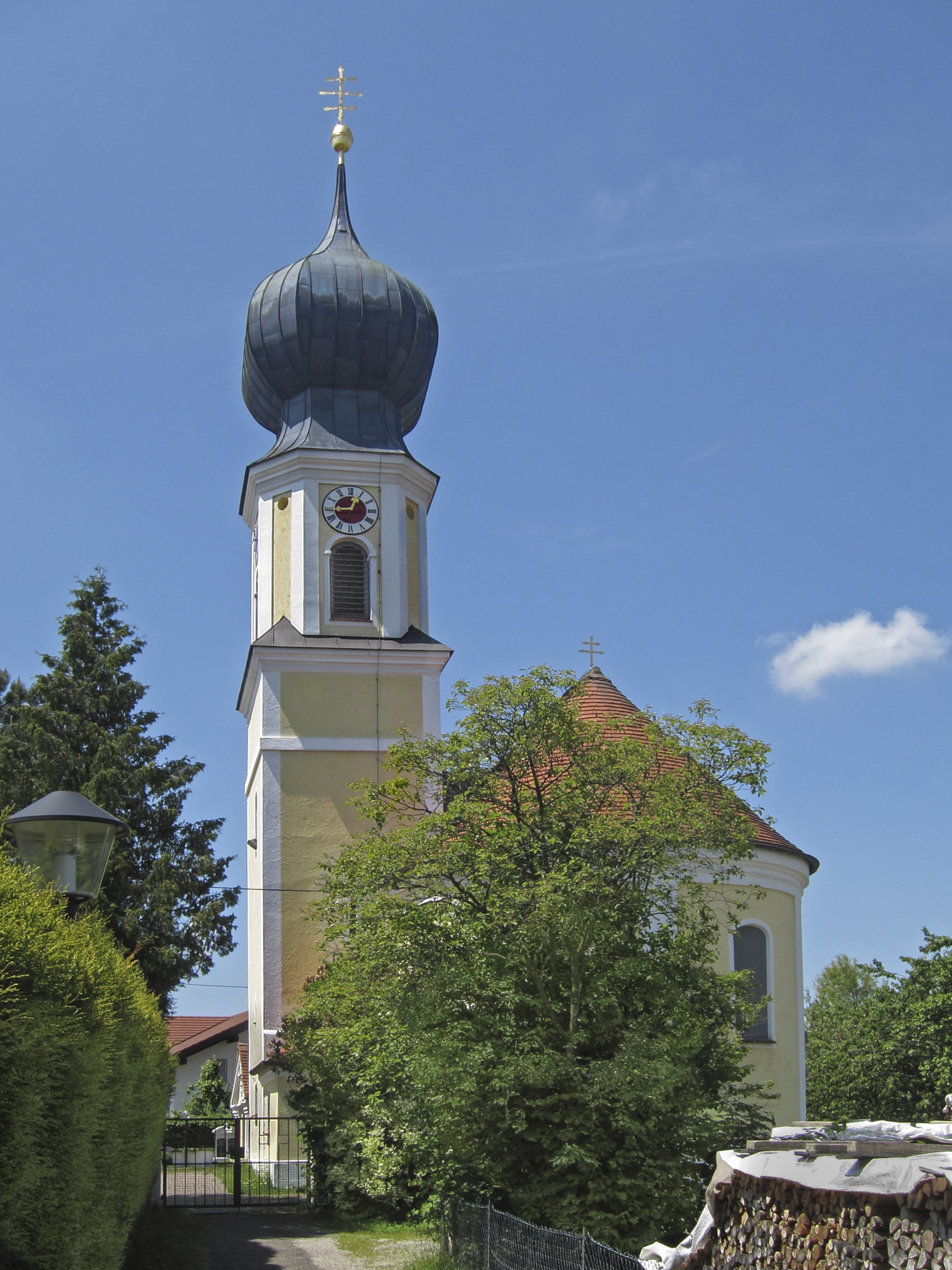
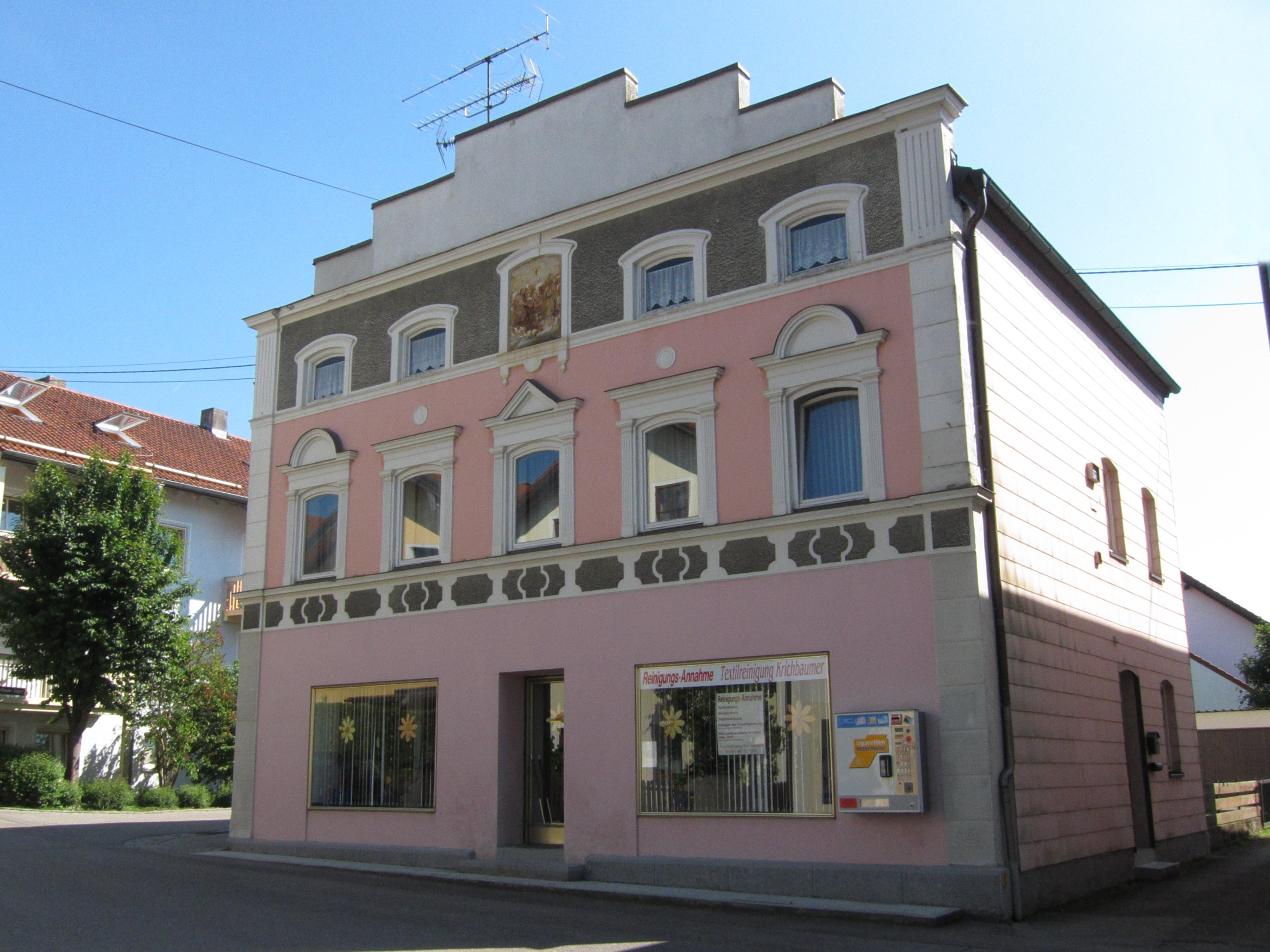
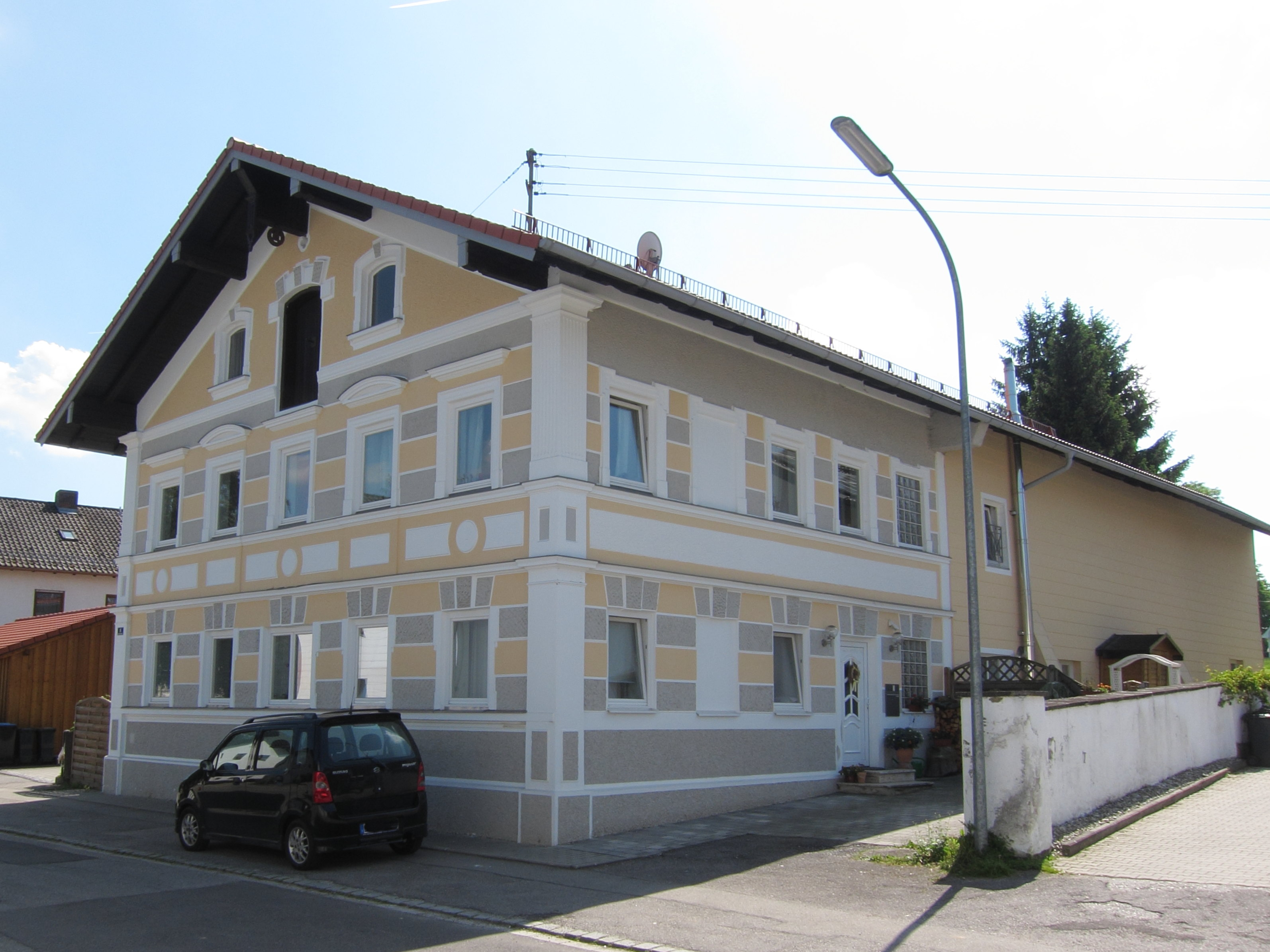

## Nevezetességek
- Városháza
- Szt. Zénó katolikus templom